# To Know Him Is to Love Him
To Know Him Is to Love Him, talvolta pubblicata come To Know Her Is to Love Her o come To Know You Is to Love You, è una canzone di Phil Spector, ispirato dalle parole scritte sulla lapide della tomba del padre. Venne originariamente registrato dai Teddy Bears, il primo gruppo di Spector; pubblicato come singolo, giunse alla prima posizione di Billboard. Sono state decine e decine le covers del pezzo: tra di esse, spiccano i nomi dei Beatles, di John Lennon da solista, di Cilla Black, di Marc Bolan & Gloria Jones, di Jody Miller, di Nancy Sinatra e di Dolly Parton, Amy Winehouse, Linda Ronstadt & Emmylou Harris.

## Alcunecover

### Le varie versioni dei Beatles
Ricordata da Paul McCartney come la "prima canzone a tre voci che facemmo", il pezzo venne registrato in varie occasioni dai Fab Four con i dovuti cambi di genere (da ''To Know Him Is to Love Him a To Know Her Is to Love Her). La prima versione registrata, la più veloce delle tre registrate dalla band, risale al 1º gennaio 1962, data del loro provino alla Decca Records; questa cover, che presentava ancora Pete Best alla batteria, non è mai stata pubblicata ufficialmente. Sempre pubblicata solo su bootlegs, esiste una versione dei Beatles suonata ad Amburgo; il primo disco dove è stata inclusa è stato Live! at the Star-Club in Hamburg, Germany; 1962. L'unica cover del gruppo che è stata pubblicata ufficialmente compare su Live at the BBC del 1994, registrata il 16 luglio 1963 per la BBC al Paris Studio di Londra, venne trasmessa nell'ottava edizione del programma radiofonico Pop Go the Beatles, mandata in onda il 6 del mese seguente.
Una versione, del solo John Lennon, venne registrata nelle sedute per la prima versione dell'album Rock 'n' Roll nel 1973; questa cover è caratterizzata da un andamento molto lento e da un trattamento Wall of Sound, tipico di Spector, che produsse la traccia, pubblicata per la prima volta su Menlove Ave del 1986.

#### Formazione
- John Lennon: voce, chitarra ritmica
- Paul McCartney: cori, basso elettrico
- George Harrison: cori, chitarra solista
- Ringo Starr: batteria[3]

### Jody Miller
La versione di Jody Miller è arrivata alla 18ª posizione della classifica country statunitense.

### Dolly Parton, Linda Ronstadt & Emmylou Harris
Dolly Parton, Linda Ronstadt e Emmylou Harris pubblicarono su singolo la loro cover del pezzo; il 45 giri arrivò alla 1ª posizione della classifica country statunitense.

### Amy Winehouse
La versione di Amy Winehouse è pubblicata nella Deluxe Edition dell'album Back to Black (2007).